# 阿包縣
10°09′18″S 148°45′00″E / 10.155°S 148.750°E
阿包縣（英語：Abau District），是巴布亞新畿內亞的縣份之一，位於新畿內亞島東南部，由中央省負責管轄，首府設於阿包，面積7,124平方公里，2011年人口55,569，人口密度每平方公里7.8人。